# マシュー・ステュアート (第4代レノックス伯)
第4代レノックス伯マシュー・ステュアート（Matthew Stewart,4th Earl of Lennox, 1516年9月21日 - 1571年9月4日）は、スコットランドの貴族。スコットランド女王メアリー1世の2番目の夫ヘンリー・ステュアートの父で、スコットランド王兼イングランド王ジェームズ6世/1世の祖父にあたる。

## 生涯
第3代レノックス伯ジョン・ステュアートの息子でステュアート家の一族であるが、王家の直系子孫ではなく、ロバート2世の祖父・第5代王室執事長ジェームズ・ステュアート (en) の弟に始まる分家ステュアート・オブ・ダーンリー家の末裔である。ただし、父方の祖母エリザベス・ハミルトンがジェームズ2世の娘メアリーを母とすることから、スコットランドの有力な王位継承権者であった。
1544年にマーガレット・ダグラスと結婚したが、彼女はイングランド王ヘンリー8世の姉マーガレット・テューダーを母とするジェームズ5世の異父妹で、イングランドの有力な王位継承権者であった。マーガレット・ダグラスとの間には、ジェームズ5世の娘であるメアリー1世と結婚したダーンリー卿ヘンリー、レノックス伯チャールズが生まれている。
長男ヘンリーとメアリー1世は1565年に結婚し、翌1566年に一子ジェームズが生まれた。しかし1567年、ヘンリーは変死を遂げ、メアリーは廃位されてジェームズが王位に就いた。メアリーの庶兄マリ伯ジェームズ・ステュアートが摂政となったが、1570年に暗殺された。次いで摂政となったのが王の祖父であるレノックス伯マシューであったが、翌1571年に殺害された。
| 官職                      | 官職                               | 官職                |
| ------------------------- | ---------------------------------- | ------------------- |
| 先代 初代マリ伯爵         | スコットランド摂政 1570年 - 1571年 | 次代 第18代マー伯爵 |
| スコットランドの爵位      |                                    |                     |
| 先代 ジョン・ステュアート | レノックス伯爵 1526年 - 1571年     | 次代 王位に統合     |